# Night in Paradise (film 2020)
Night in Paradise (낙원의 밤?, Nag-won-ui bamLR) è un film sudcoreano del 2020 diretto da Park Hoon-jung.

## Trama
Quando sua sorella e sua nipote vengono uccisi per errore, il criminale Tae-gu decide di vendicarsi e si rifugia e fugge sull'isola di Jeju, dove incontra la nipote malata terminale Jae-yeon.

## Distribuzione
Presentato in anteprima fuori concorso alla 77ª Mostra internazionale d'arte cinematografica di Venezia, il film è stato distribuito sulla piattaforma Netflix a partire dal 9 aprile 2021.